# صالح بن زين الدين الأحسائي
صالح بن زين الدين بن إبراهيم الأحسائي (1755 - 1825 م) (1168 - 1240 هـ) فقيه جعفري أحسائي والشقيق الأكبر لأحمد بن زين الدين المؤسس الفكري لمدرسة الاوحد. ولد صالح بن زين الدين في قرية المطيرفي ونشأ بها ودرس المقدمات فيها ثم هاجر إلى العراق ونزل كربلاء في عهد الوحيد البهبهاني وحضر دروس علمائها. عاد إلى وطنه ومنها انتقل إلى بلاد فارس والتقى بأخيه في قزوين وكان معارضًا له في منهجه الاوحدي. وقد عرف صالح بوقوفه مع العلماء الأصوليين. ذكره آغا بزرك الطهراني في طبقات أعلام الشيعة. توفي في كرمانشاه. له عدة مؤلفات في الفقه وعلم الكلام الإسلامي، أغلبهم مخطوطة، كلها رسالات، منها في جواب السؤال عن جايلفا وجابلسا والرياء والصلاة والشك وعلم الكلام ومعنى بسم الله الرحمن الرحيم.

## سيرته
هو صالح بن زين الدين بن إبراهيم بن صقر بن إبراهيم بن داغر بن رمضان بن راشد بن دهيم بن شمروخ آل صقر الهاشمي القرشي الأحسائي المطيرفي. رهط بني خالد، وبنو خالد من تهامة، وهي تنتمي إلى قريش. وقد كان أسلافه في بادية الأحساء حتى انتقل جدّه داغر إلى بلدة المطيرفي. 

ولد صالح بن زين الدين في قرية المطيرفي بالأحساء في شهر رجب 1168 هـ/ 1755 م ونشأ بها وهو شقيق أحمد بن زين الدين وأصغر منه بسنتين. درس مقدمات في وطنه الأحساء على يد جملة من أهل العلم فيها ثم هاجر إلى العراق ونزل كربلاء في عهد باقر الوحيد البهبهاني وحضر فيها درس علي الطباطبائي. وقد هاجر أخوه أحمد إليها في 1772 م/ 1186 هـ. 

ثم عاد إلى وطنه ومنها انتقل إلى بلاد فارس أيام رئاسة أخيه الشيخ أحمد الذي سكنها من 1221 هـ/ 1806 م، وسكن صالح معه مدةً في مدينة قزوين وصحبه وشارك في عقد في ديوان علي البرغاني فيها ووقف بجانب علماء الأصوليين مخالفًا لأخيه. ثم انتقل منها إلى مدينة كرمانشاه واتخذها وطنًا له.

توفي في كرمانشاه سنة 1240 هـ/ 1825 م عن عمر بلغ 70 عامًا ودفن بها.

أعقب من الأبناء زين الدين علي. وابن شقيقه هو محمد تقي زين الدين (1776 - 1859 م) (1190 - 1275 هـ) الذي توفي في قزوين.

## آرائه
قال عنه عبد الحسين الصالحي القزويني بأنه كان ينكر منهج أخيه، شيخية ، وشارك في عقد في ديوان علي البرغاني في قزوين ووقف بجانب علماء الأصوليين مخالفًا لأخيه. والشيخية هي مدرسة فكرية شيعية اثنا عشرية ولهم آراء خاصة في الحكمة وردّ الفلسفة. [بحاجة لمصدر]

## مؤلفاته
- رسالة في جواب السؤال عن جايلفا وجابلسا
- رسالة في جواب السيد هاشم بن راضي الجزائري، عن التوبة
- رسالة في الرياء في الصلاة والشك
- رسالة في شرح باب الحادي عشر، في علم الكلام
- رسالة في علم الكلام
- رسالة في معنى بسم الله الرحمن الرحيم

وغيره.